# Sauve qui peut!
Pour le film britannique, voir Sauve qui peut. Pour le titre québécois de la série américaine Run for Your Life, voir Match contre la vie.
Pour les épisodes de séries télévisées, voir Chauve qui peut et Chauve qui peut !.
Sauve qui peut! est une série télévisée québécoise en 52 épisodes de 45 minutes scénarisé par Suzanne Aubry et Louise Pelletier, diffusé entre le 1er octobre 1997 et le 19 mai 1999 sur le réseau TVA.

## Fiche technique
- Scénaristes : Suzanne Aubry et Louise Pelletier
- Réalisation  : Robert Desfonds et Marlène Lemire
- Société de production : JPL Production

## Distribution
- Marie-France Lambert : Catherine Dubois
- Hugo Dubé : François Cormier
- Nathalie Coupal : Isabelle Dubois
- Denis Bouchard : Paul Vitti
- Luck Mervil : Christopher Étienne
- Alain Goulem : Stanley Horowitz
- Karina Aktouf : Alicia Khoury
- Paul Hébert : Léon Beaupré
- Monique Joly : Nicole Dubois
- Jacqueline Barrette : Monique Dubois
- Diane Jules : Aimée Gélinas
- Bobby Beshro : Yves Leclerc
- Yves Corbeil : Marcel Godbout
- Denis Mercier : Jean-Marie Tougas
- Tania Kontoyanni : Nadia Sauvé
- Normand Chouinard : Lucien Gaboury
- Pascale Desrochers : Lili Gratton
- Benoit Langlais : Max Dubois
- Marie-Josée Tremblay : Zoé Nantel-Cormier
- Louison Danis : Mme Olivier
- Chantal Monfils : Micheline Nantel
- Pierre Gendron : Michel Gueymard
- Julie La Rochelle : Marie Fontaine
- Michèle Magny : Mme Fontaine
- Jean-Guy Bouchard : Robert Fisette
- Lawrence Arcouette : Philippe Vitti
- Catherine Brunet : Anne-Marie Vitti
- Stéphane Brulotte : Marc-André Noël
- Pierre Gobeil : Dr Jean-Paul Larivée
- Steve Laplante : Sylvain Côté
- Linda Sorgini : Gabrielle Morin
- Patricia Tulasne : Aline Crevier
- Frank Schorpion : Kevin Grey
- Pauline Martin : Odette Bélanger
- Lise Roy : Anick Grenier
- Francis Reddy : Éric Arsenault
- Renée Cossette : Danielle Corbeil
- Gérard Poirier : Hector de Bienville
- Widemir Normil : Jean-Baptiste Armand
- Béatrice Picard : Mme Bissonnette
- Philippe Cousineau : Jean-Pierre
- Pierre Drolet : M. Gravel
- Marie-Pier Côté : Rosalie
- Pier Paquette : Marc Lemieux
- Sheena Larkin-La Brie : Mme Horowitz
- Marthe Turgeon : Hélène Maréchal
- Claude Laroche : Raynald Tessier
- Sandra Dumaresq : Karine Letellier
- Jacques Allard : Gaétan Ouellet
- Marc-André Coallier : Sylvain Laprise
- Sébastien Dhavernas : Roger Martineau
- David Savard : Luc Boissy
- Annie Dufresne : Journaliste
- François Trottier : Avocat
- Alberto Del Burgo : M. Gonzalez
- Fayolle Jean : M. Étienne
- André Lacoste : Carl Béland
- Michel Houde : Ergothérapeute
- Louise de Beaumont : Dr Véronneault
- Mireille Métellus : Désirée Étienne
- Sylvie Boucher : Bella
- Fabien Dupuis : Christian
- Charles Lafortune : Benedict